# Говерт Флинк
Говерт Флинк (хол. Govert Flinck; Клеве, 26. јануар 1615 — Амстердам, 2. фебруар 1660) био је холандски сликар. 
Био је и један од најпознатијих Рембрантових ученика, а најчешће је сликао портрете, историјске и жанр слике. И за живота је био славан, а портрети које је сликао били су веома популарни међу тадашњим угледним грађанима Амстердама, као и на двору Оранског принца Фредерика Вилема I Бранденбуршког.
Око 1642. године, Флинк се ослободио Ремнрантовог утицаја развивши свој стил који је био сличнији тада популарном класицистичком стилу, чији је следбеник био и Бартоломеј ван дер Хелст (Bartholomeus van der Helst). Најпознатија Флинкова дела су: „Семјуел Манасе Бен Израел“ (1637. година, музеј Маурицхајс у Хагу) и „Исак благосиља Јакоба“ (1638. година, Рајксмузеум у Амстердаму).